# Giovanni Marenigh
Giovanni Marenigh (Trieste, 1757 o 1758 – 17? febbraio 1842) è stato un tipografo e editore italiano.
Apprese la tecnica della legatoria a Lubiana e la esercitò in Germania ed in Italia, diventando poi tipografo e stampando libri a Livorno tra il 1807 ed il 1814, quindi a Firenze tra il 1814 ed il 1822. Ritornato a Trieste nel novembre 1824, ricominciò a pubblicare dal 1825.  Col nome Marenigh vennero pubblicati libri fino al 1856. Tra questi, oltre a testi e documenti ufficiali in italiano e francese (nel periodo napoleonico a Livorno), anche opere in inglese, francese, tedesco, latino, sloveno ed ebraico.